# بينيتو إراولا كاباييرو غارزا
بينيتو إراولا كاباييرو غارزا (بالإسبانية: Benito Caballero Garza)‏ هو محامي وسياسي مكسيكي، ولد في 24 سبتمبر 1965 في مونتيري في المكسيك. حزبياً، نشط في الحزب الثوري المؤسساتي. وقد انتخب عضو مجلس النواب المكسيك.